# Vellozia grao-mogulensis
Vellozia grao-mogulensis är en enhjärtbladig växtart som beskrevs av Lyman Bradford Smith. Vellozia grao-mogulensis ingår i släktet Vellozia och familjen Velloziaceae. Inga underarter finns listade.